# Brachycephalus rotenbergae
Brachycephalus rotenbergae  (лат.) — вид тропических жаб из рода седлоносных жаб, описанный в 2021 году. Впервые, был обнаружен в 2016 году в Серра-да-Мантикейра. Самец во время призыва не может услышать свой призыв, так как его уши недостаточно развиты.  Brachycephalus rotenbergae имеет ярко-оранжевую общую окраску, крепкое тело, широкую голову и короткую морду. Цвет у взрослых особей одинаков, но у взрослых и молодых особей разный: молодые особи немного темнее, как и у других видов седлоносных жаб. Взрослые самцы имеют длину от 1,35 до 1,6 см, а самки от 1,6 до 1,8 см.

## Описание

Ракурсы голотипа с разных сторон

B. rotenbergae может быть отнесен к роду седлоносных жаб по наблюдаемой редукции фаланг, дугообразному грудному поясу, в котором окостеневшие переднекоракоидный и эпикораковидный хрящи срастаются с ключицей, клювовидным отростком и лопаткой, расширенной надлопаточной мышцей с выступающим ключицей и отсутствию грудины. Входит в группу видов Brachycephalus ephippium по наличию кооссификации дермы. Новый вид можно отличить от сородичей по следующему сочетанию признаков: 
- Тело как у жабы;
- Ярко-оранжевая общая окраска тела;
- Наличие посткраниальных пластинок;
- Наличие блёклых темных пятен на черепе и посткраниальных пластинках;
- Отсутствие пястных и плюсневых бугорков;
- Округлое рыло;
- Паравертебральные пластинки, образующие костный щит трапециевидной формы;
- Отсутствие остеодермы;
- Латерально расширенные околоушные пластинки;
- Плоские паравертебральные пластинки;
- Паравертебральные пластинки, не выступающие над позвоночниками;
- Наличие чёрной соединительной ткани, разбросанной по спинной мускулатуре;
- Ширина головы больше, чем длина (в среднем HL/HW-90% как для самцов, так и для самок); 14 – взрослая SVL 13,46–15,92 мм у самцов и 16,04–17,69 мм у самок;
- Призыв с доминирующей частотой 2,84-4,52 кГц, длительностью ноты 0,13-014 с, скоростью 2,50-3,42 ноты/с, каждая нота имела 8-13 импульсов, излучаемых с частотой 50,56-71,82 имп/с[4].

Под ультрафиолетовым излучением

Тело крепкое, жабообразное; ширина головы больше длины, 42,3% (HL/SVL) и 43,2% (HW/SVL); рыло короткое, округлое при взгляде сверху и сбоку; ноздри щелевидные, выпуклые, направлены вперед-набок; ростральный угол глазной щели нечеткий; лореальная область слегка вогнутая; губы изогнутые, почти сигмовидные; глаза немного выпуклые и направлены вперед-назад, 27,4% (ED/HW) и 27,9% (ED/HL); барабанная полость нечеткая; голосовой мешок снаружи не расширен; длина языка больше, чем ширина, его задняя половина не прилежит ко дну рта; хоаны маленькие и округлые; сошники отсутствуют.
Рука и предплечье относительно тонкие; рука немного короче предплечья (UAL 22,6% и FAL 23,1% SVL); предплечье слегка гипертрофировано; рука короче предплечья. Руки со всеми пальцами отчетливы; пальцы I и IV редуцированы, рудиментарны; II и III крепкие; кончики I и IV пальцев закруглены, II и III заострены; относительная длина пальца IV <I<II< III; подсуставные бугорки отсутствуют, внутренние и наружные пястные бугорки отсутствуют. Нога относительно короткая и умеренно крепкая; голяшка немного короче бедра (SHL/SVL = 38,0% и THL/SVL = 44,3%); стопа длиннее лапки и короче голени, I и V пальцы редуцированы, рудиментарны; пальцы II, III и IV отчетливые, с заостренными концами; относительная длина пальца I<V<II<III<IV; подсуставные, внутренние и наружные плюсневые бугорки отсутствуют.
Кожа на макушке и на спине шероховатая из-за поверхностной орнаментации черепа и посткраниальных пластинок; дорсо-задняя область тела с рассеянными бородавками; кожа на животе и конечностях гладкая; кожа на боковой поверхности тела и вокруг клоакального отверстия зернистая.

### Голос
Был обнаружен один тип призыва B. rotenbergae, который является основым типом призыва B. rotenbergae. Этот призыв характеризуется импульсными нотами (нота = призыв) без частотной модуляции и издается длинными последовательностями. Самая длинная запись содержала более 265 нот в серии, но не охватывала начало такой серии. Длительность нот 0,13-0,24 секунд (НД=0,17±0,02, n=204 нот), издаваемых с интервалом 0,11-0,22 с (NI0,18+0,02, n=198 интервалов), с частотой 2,50-3,42 нот/ с (NR = 2,98 ± 0,39). Каждая нота имела в среднем 10 импульсов (ПН-8-13 импульсов, 10,14+0,97, n = 204 ноты, 2009 импульсов), испускаемых с постоянной частотой (PR= 50,56-71,82 имп/с, 57,91+4,07). Доминирующая частота колебалась в пределах 2,84-4,52 кГц (DF = 3,83+0,35).

### Скелет

Скелеты самцов

Два очищенных и дважды окрашенных экземпляра B. rotenbergae показали хорошо развитый череп и посткраниальные пластины, расширенные с боков. Околоушная, спинальная и паравертебральная пластинки украшены кожными кровельными костями. Экземпляры ZUFM S-AMP 13648-13649 (самцы) имеют соответственно SVI 15,9 и 15,8 мм. Кожа тела этих экземпляров без остеодермы.
Дорсомедиально околоушная пластинка срастается с заглазничным гребнем и расширяется латерально, делая заднюю область головы широкой; эта пластинка частично скрывает задний край плоскоклеточной и зрительной капсулы латерально. Носовые, сфенетмоидальные, лобно-теменные, передние и затылочные кости слились, образуя дорсальную черепную пластинку. Все лобно-теменные кости (периорбитальная, теменная и центральная области) украшены кожными кровельными костями; передние и теменные отделы лобно-теменных костей медиально срослись; боковые и задние глазничные лоскуты присутствуют и заметны; заглазничный гребень присутствует и украшен дермальными кровельными костями. Предчелюстные кости широкие, медиально не сросшиеся; pars dentalis присутствует, но зубчатые отростки отсутствуют. Задний конец верхней челюсти сужен; задний конец angulosplenial с  чешуйчатой костью выступает вперед, чем задняя линия черепа. Квадратоскуловая и нёбная кости отсутствуют. Птеригоид тонкий, ориентирован дорсовентрально, передняя ветвь длинная, сочлененная с верхнечелюстной дугой; задняя ветвь короткая, сочленяется с вентральной ветвью чешуйчатой кости. Чешуйчатая кость широкая при виде сбоку; скуловая очень короткая, а оптическая ветвь короткая, обе без орнамента. Носовая капсула и сфенетмоид (носовая область) полностью окостеневшие. Носовые кости гиперокостеневшие с орнаментом; переднемедиальный отдел носовых раковин вогнутый и заднемедиально сросшийся. Парасфеноид крепкий и сросшийся со сфенетмоидом. Сошник отчетливый с закругленными медиальными краями. Барабанное кольцо отсутствует. Челюсти без зубов. Черпаловидные хрящи не минерализованы.
Вентральный столб состоит из восьми нечерепичных позвонков и гиперокостеневших остистых отростков позвонков. Только первый пресакральный позвонок, присоединяющийся к черепу, не имеет поперечного отростка. Наличие хорошо развитых и орнаментированных спинных и паравертебральных пластинок. Спинномозговые пластинки (spl) связаны с остистыми отростками всех пресакральных (I–VIII) и крестцовых позвонков. Spl I и II сливаются, образуя широкую пластинку почковидной формы; spl III небольшой неправильной формы, отделен от основной группы спинных пластинок; spl IV и V слились; spl VI-VIII слегка отделены друг от друга неправильной формой и уменьшаются в размерах по направлению к крестцовой области. Паравертебральные пластинки широкие с закругленными краями. С дорсальной стороны паравертебральные пластинки медиально срастаются со спинными пластинками IV и V; спереди скрывает (полностью или частично) поперечный отросток III позвонка; медиально полностью скрывает поперечные отростки IV и V позвонков, которые вентрально срастаются с паравертебральными пластинками; а сзади скрывает (полностью или частично) поперечный отросток VII позвонка.
Грудной пояс дугообразный и крепкий. Омостерн дискретный (хрящевой); грудина отсутствует. Прокаракоид и эпикоракоид окостенели и срослись, оба соединены с ключицей, клювовидным отростком и лопаткой (все срослись). Ключица и лопатка срослись; акромиальный отросток ключицы короткий; ямка между ключицей и клювовидным отростком округлая.
Надлопаточная кость расширена. Предплечье (лучевая и локтевая кости слиты и различимы) немного короче плечевой кости. Кисть с дистальными запястными (IV) сросшимися, центральная, лучевая и локтевая кости примерно одинакового размера. Фаланговая формула 1 2-3-1; кончики концевых фаланговых элементов III и IV пальцев закруглены стреловидной формы. Бедренная кость и большеберцовая кость (голень и малоберцовая кость слиты и различимы) примерно одинаковой длины. Большеберцовая и малоберцовая кости срослись на их дистальном и проксимальном концах, но не срослись медиально. Элементы предплюсны I, II и III отсутствуют; центральный подарок; один очень редуцированный прегалликальный элемент. Фаланговая формула 1-2-3-4-1; кончики концевых фаланговых элементов II, III и IV пальцев стопы стреловидные, I и V закругленные.

### Вариация

Вариация

Общая текстура кожи у разных особей различается: у некоторых экземпляров тело полностью гладкое, у других обнаруживаются рассеянные бородавки или зернистая текстура на боковых частях туловища. Присутствует онтогенетическая изменчивость в совместном окостенении черепа и посткраниальных пластинок, при этом молодые особи демонстрируют меньшее окостенение и орнаментацию. Флуоресценция на черепе и посткраниальных пластинках не видна невооруженным глазом у молоди (SVI 7,0 мм). Относительный размер паравертебральных пластинок может различаться у особей с одинаковым размером тела. Спинномозговые пластинки предкрестцовых позвонков I и II могут быть отделены друг от друга, но всегда находятся в тесном контакте. Спинномозговая пластинка предкрестцового отдела III может сливаться с дорсальным щитком. Спинномозговая пластинка предкрестцового VIII и крестцовых позвонков может быть отделена от дорсального щитка. Количество чёрной соединительной ткани, покрывающей дорсальную мускулатуру, может варьировать от нескольких разрозненных пятен до более интенсивного покрытия. Тёмные пятна могут присутствовать или отсутствовать ниже кончика FTV или TIV. Цвет при жизни одинаков у взрослых, но отличается у взрослых и молодых особей: молодые особи немного темнее, как и у других видов седлоносных жаб.

### Расцветка
Общий цвет тела ярко-оранжевый. Череп и посткраниальные пластинки темнее спины. Основание спины с блеклыми темными пятнами или тенями. Глаза полностью черные. Как и другие виды седлоносных жаб, B. rotenbergae показал флуоресценцию при подсветке УФ-фонариком. После фиксации, общий цвет тела бледный, желтовато-кремовый. Живот с темным фоном. Кончики FIV и TIV с темными пятнами. Череп и спинные пластины серовато-желтые с блеклыми темными пятнами, глаза полностью чёрные.

### Генетическая дистанция
Генетические расстояния варьировались от 1 до 7% дивергенции и изображали B. rotenbergae как наиболее похожий на Brachycephalus margaritatus (1-2% отличий). Brachycephalus rotenbergae отличается от B. epphippium на 3%; от Brachycephalus bufonaides на 4%, от Brachycephalus garbeamus на 5%, от Brachycephalus nadetergu, Brachycephalus toby, Brachycephalus vertebralis на 6-7%; и от Brachycephalus alipio, Brachycephalus crispas, Brachycephalus guarani и Brachycephalus pitanga на 7%.

### Сравнения
Жабообразное тело B. rotenbergae отличает его от Brachycephalus didactylus, Brachycephalus hermogenesi, Brachycephalus pulex и Brachycephalus ulfuratus, имеющих лептодактилиформные тела. Ярко-оранжевая общая окраска тела B. rotenbergae отличается от видов с цветными полосами, пятнами или пятнами (как у Brachycephalus actaeus, Brachycephalus auroguttatus, Brachycephalua boticario, Brachycephalus coloratus, Brachycephalus crispus, Brachycephalus ferruginus, Brachycephalus fuscolineatus, Brachycephalus guarani, Brachycephalus hermogenesi, Brachycephalus izecksohni, Brachycephalus leopardus, Brachycephalus mariaterezae, Brachycephalus mirissimus, Brachycephalus pernix, B. pitanga и Brachycephalus pombali), коричневатой окраской (Brachycephalus brunneus, Brachycephalus curupira, Brachycephalus didactylus, Brachycephalus nodoterga, Brachycephalus pulex, Brachycephalus quiririensis, Brachycephalus ulfuratus) и зеленым фоном у (Bracycephalus albolineatus, Brachycephalus olivaceus, Brachycephalus toby, Brachycephalus verrucosus, Brachycephalus tridactylus). Имеет краниальные пластинки и тёмный фон спины, что отличает его от других видов с кремовой окраской у Brachycephalus alipioi, Brachycephalus bufonoides и B. ephippium и серовато-кремовым у Brachycephalus garbeanus и B. margaritatus. Внешне отчётливый, хотя и редуцированный, IV палец отличает новый вид от B. tridactylus (IV палец у этого вида внешне не отличается).
B. rotenbergae также имеет чёрную соединительную ткань, разбросанную по дорсальной мускулатуре, которая у большинства экземпляров также образует две видимые дорсально парные метки на крестцовой области. Эта особенность отличает этот вид от B. ephippium, Brachycephalus izecksohni, B. pernix и B. pitanga, у которых отсутствует эта пигментация. Сообщается, что у B. garbeanus и B. margaritatus у некоторых экземпляров имеется несколько рассеянных участков с пигментацией в дорсолатеральной области, прилегающей к дорсальной мускулатуре. В то время как у B. vertebralis имеется некоторая внутренняя темная пигментация вблизи области спинных позвонков.
Наличие гипероссификации и кожи с кожным окостенением на голове и спине отличает новый вид от группы видов B. pernix (B. actaeus, B. albolineatus, B. auroguttatus, B. boticario, B. brunneus, B. coloratus) , B. curupira, B. ferruginus, B. fuscolineatus, B. izecksohni, B. leopardus, B. mariaterezae, B. mirissimus, B. olivaceus, B. pernix, B. pombali, B. quiririensis, B. tridactylus и B. verrucosus), а также B. didactylus, B. hermogenesi, B. pulex и B. sulphuratus, у которых отсутствует гипероссификация. Паротические пластинки B. rotenbergae расширены латерально, делая заднюю часть головы больше в ширину, чем в длину, и частично скрывая задний конец чешуйчатой мозоли. У B. ephippium околоушные пластинки не расширены в стороны, что делает голову в длину, чем в ширину, а кпереди они более развиты.
Наличие паравертебральных пластинок, образующих трапециевидный костный щит у B. rotenbergae отличает его от B. alipioi, Brachycephalus atelopoide, B. bufonoides, B. crispus, B. guarani, B. nodoterga, B. pitanga, B. toby и B. vertebralis. Плоский спинной щиток отличает новый вид от Brachycephalus darkside, B. garbeanus и B. margaritatus, имеющих выпуклые щитки. Более того, паравертебральные пластинки B. rotenbergae, хотя и срастается со спинными пластинками, образуя щит, но не выступает над позвоночником. Эта характеристика еще больше отличает его от B. garbeanus, у которого паравертебральные пластинки выступают над позвоночником. Отсутствие бородавок на теле также отличает новый вид от B. atelopoide.
Округлая форма рыла при взгляде сверху и сбоку у B. rotenbergae отличает его от B. didactylus, Brachycephalus hermogenesi и B. pulex (рыло заострено при виде сверху), Brachycephalus brunneus (рыло слегка заострённое при виде сверху), Brachycephalus leopardus (рыло слегка укороченное при виде сверху и сбоку), а также B. quiririensis (рыло остроконечное при виде сверху). Выпуклые ноздри нового вида также отличают его от B. alipioi, B. auroguttatus, B. bufonoides, B. fuscolineatus, B. garbeanus, B. pernix и B. vertebralis, все с невыпуклыми ноздрями.
Отсутствие пястных и плюсневых бугорков отличает B. rotenbergae от B. hermogenesi (имеются пястные и плюсневые бугорки) и B. auroguttatus, B. boticario, B. brunneus, B. fuscolineatus, B. olivaceus, B. pitanga, B. pulex, B. quiririensis, B. toby и B. verrucosus (присутствуют наружные плюсневые бугорки). Ширина головы больше чем длина, еще больше отличает новый вид от B. ephippium и B. garbeanus (ширина головы больше чем длина).
Среди видов группы Brachycephalus ephippium B. rotenbergae (самец SVL 13,46-15,92 мм, самка ДУЛ 16,04-17,69 мм) крупнее B. alipioi (SVL взрослой особи 12,5-16,2 мм), B. bufonoides (SVL самца 12,0-145 мм, SVL самки 11,9- 15,6 мм), B. crispus (самцы SVL 11,5-12,9 мм, самки SVL 11,9-15,6 мм), B. guarani (взрослые SVL 8,7-13,4 мм), B. nodoterga (голотип SVL 12,4 мм), B. pitanga (самец SVL 10,8-12,1 мм, самка SVL. 12,6-14,0 мм), B. toby (самец SVL 11,3-12,1 мм, самка SVL 134) -14,2 мм), и B. vertebralis (у взрослых SVL 10,5-15,1 м ). Вид меньше, чем особи B. ephippium из своего типового местонахождения (SVL самца 16,26 мм, SVL самки 17,23-18,99 мм).
Призыв B. rotenbergae отличает его от B. bufonoides более высокой скоростью нот (NR=2,50-3,12 нот/с у новых видов; 1,98-2,43 нот/с у B. bufonoides). Призыв B. rotenbergae отличается от B. crispus меньшей длительностью нот (ND-0,09-0,24 с у новых видов; 0,26-0,28 с у B. crispus), меньшим интервалом между нотами, более высокой частотой нот (NR=2,5-3,48 нот/с у новых видов; 1,67±0,09 нот/с у B. crispus) и более высокая частотой пульса (PR=50,56-71,82 имп/с у новых видов; 17,4±2,12 имп/с у B. crispus). Он отличается от B. darkside небольшим перекрытием, большим количеством импульсов на ноту (PN=8-13 импульсов/нот, 10,14±0,9, у нового вида; 5-8 импульсов/нот, 6310,7, у B. darkside).

## Этимология
Эпитет rotenbergae — это патроним в честь Элси Лауры К. Ротенберг, основательницы и руководителя Projeto Dacnis, бразильской неправительственной организации, занимающейся исследованиями и сохранением территории Атлантического леса.

## Биология

Места изучения вида

### Projeto Dacnis
Наклонный рельеф, большое количество мест насеста, наличие опавших листьев и близость к ручью, по-видимому, влияют на концентрацию особей в этом месте по сравнению с другими участками поблизости, где особи присутствуют лишь в небольшом количестве.
Болото в основном состоит из банановых деревьев (Musa sp.), и уровень освещенности очень мал. Он окружен наклонным сухим участком со средне-высоким пологом и кустарником. По эту сторону ручья большинство B. rotenbergae использовали склоны, сидя на кустах, ветках или корнях. Тем не менее, также было обнаружено, что другие экземпляры двигались по илистому участку болота, используя упавшие и не упавшие банановые деревья в качестве мест для насестов. На противоположном берегу ручья находится сильно наклонная местность со средне-высоким пологом, образованным пальмами Euterpe edulis, кустарниками и некоторыми редкими деревьями. Существует неглубокий листовой опад с множеством ветвей и корней, выходящих из почвы. Он используется особями в качестве насестов во время своей деятельности, особенно сухие листья E. edulis. Большинство экземпляров в этом районе были найдены сидящими на небольшой высоте, хотя другие были обнаружены под опавшими листьями. Экземпляры также использовали в качестве укрытия корневые образования E. edulis, и также наблюдалась репродуктивную деятельность внутри этих структур. Экспозиция особей на насестах, по-видимому, связана с их сезонной активностью и погодными условиями. В сухих условиях большинство спецификаций imens пальмы E. edulis были найдены под опавшими листьями, а не сидящими. Наблюдения также свидетельствуют о локальном перемещении экземпляров по склону, что связано с абиотическими факторами, так как в засушливые периоды находилось большинство экземпляров в нижних частях склона (ближе к ручью). Однако, когда начинается сезон дождей, и почва становится влажной, перемещение жаб, кажется, происходит по всему склону. Наклонная местность, большое количество насестов, наличие опавших листьев и близость к ручью, по-видимому, влияют на концентрацию особей в этом месте по сравнению с другими участками поблизости, где особи присутствуют лишь в небольшом количестве.

### Заповедник «Reserva das Araucárias»
В Reserva das Araucárias было обнаружено больше B. rotenbergae в день, чем в районе Projeto Dacnis. Экземпляры были обнаружены как сидящими, так и передвигающимися по опавшим листьям, экземпляры использовали обнажения скал, стволы упавших деревьев, корни и ветки в качестве мест для насеста.

### Образ жизни
В обоих районах экземпляры были обнаружены с помощью мест отдыха и опавших листьев. Высота большинства насестов не превышала 30 см, хотя самец находился на высоте 140 см от земли. Самцы и самки имеют общие привычки садиться на насест, и, похоже, это больше связано с погодными условиями, чем с активностью вокализации. Во время всех полевых исследований было замечено, что сидящие особи очень быстро обнаруживают чьё-то присутствие. Можно было видеть, как они пытаются сбежать или спрятаться под опавшими листьями. Таким образом, даже без какой-либо строгой научной проверки полагаеется, что B. rotenbergae имеет хорошее зрение, и, возможно, это может быть связано с насестами.
Пик активности приходится на период с сентября по февраль. Во время активного сезона особи были обнаружены в большинстве полевых исследований, но пики активности, по-видимому, связаны как с сезоном, так и с дождливой погодой.